# 沃里爾斯坦德 (阿拉巴馬州)
沃里爾斯坦德（英語：Warrior Stand）是一個位於美國阿拉巴馬州梅肯縣的非建制地區。該地的面積和人口皆未知。

## 地理
沃里爾斯坦德的座標為32°18′43″N 85°33′12″W / 32.31194°N 85.55333°W，而該地的平均海拔高度為149米（即489英尺）。